# Championnat de Brasilia de football

Le  Championnat du District Fédéral de football (en portugais : Campeonato Brasiliense de Futebol) est une compétition brésilienne de football se déroulant dans le District fédéral et organisée par la Fédération du District fédéral de football. C'est l'un des 27 championnats des États brésiliens. Des équipes d'autres États peuvent participer à la compétition à condition qu'elles se situent à moins de 300 kilomètres de Brasilia.

## Organisation
Les équipes sont divisées en deux groupes de cinq.
- Première phase :
  - Les équipes de chaque groupe s'affrontent deux fois en matchs aller-retour.

- Deuxième phase :
  - Les deux premières équipes des deux groupes sont réunies dans un mini-championnat. Elles s'affrontent chacune deux fois en matchs aller-retour.

L'équipe qui possède le plus de points à la fin de la deuxième phase est sacrée championne. Les 3 plus mauvaises équipes de la première phase sont reléguées en deuxième division. Comme pour les autres championnats d'État brésilien, les règles sont susceptibles d'être modifiées à chaque début de saison.

## Clubs de l'édition 2011
- Atlético Ceilandense
- Botafogo-DF
- Brasília
- Brasiliense FC
- Ceilândia EC
- CFZ-DF
- Formosa
- SE Gama